# Phomopsis abutilonis
Phomopsis abutilonis är en svampart som beskrevs av Sacc. 1915. Phomopsis abutilonis ingår i släktet Phomopsis och familjen Diaporthaceae.   Inga underarter finns listade i Catalogue of Life.